# Jalpuhsee
Der Jalpuhsee (seltener auch Jalpuchsee; ukrainisch Ялпуг Jalpuh oder Ялпух Jalpuch) ist mit einer Fläche von 149 km² der größte natürliche See der Ukraine nahe der Grenze zur Republik Moldau und zu Rumänien.
Der Süßwassersee befindet sich im Budschak im Südosten der Oblast Odessa in den Rajonen Bolhrad und Ismajil, in dem 2020 der Reni aufgegangen ist, 15 km westlich der Stadt Ismajil.
Der in einem länglichen Becken liegende See hat eine Länge von 39 km. Seine Breite beträgt etwa 7 km, die durchschnittliche Tiefe liegt bei etwa 2 m und die maximale Tiefe liegt bei 5,5 m. Die Wassertemperatur beträgt im Sommer 24 bis 25 °C, im Winter friert der See und bildet eine instabile Eisschicht.

## Ufersiedlungen
Am Nordufer des Sees liegt die Stadt Bolhrad.
Am Ostufer liegen die Dörfer Oxamytne, Topolyne, Krynytschne, Kossa, Oserne und Nowa Nekrassiwka. Am Westufer liegen die Dörfer: Wynohradiwka, Wladytschen, Kotlowyna, Plawni sowie, in einer kurzen Entfernung zum See, das Dorf Nowosilske.

## Zu- und Abflüsse
Der Jalpuhsee hat zwei Zuflüsse. Zum einen den bei Bolhrad in den See mündenden 114 km langen Jalpuch, der dem See seinen Namen gab, und zum anderen den von Nordosten zufließenden, 21 km langen Karassulak (Карасулак).
Die Zuflüsse des Sees haben zusammen ein Einzugsgebiet von 4300 km². Dieses befindet sich fast ausschließlich im Süden Moldawiens. Da dort die Abwasserreinigung nur mangelhaft ist, überschreitet der See oft die zulässigen Grenzwerte der Verschmutzung.
Über den benachbarten, südlich gelegenen und 82 km² großen Kuhurluj-See fließt der Jalpuchsee in die untere Donau ab.
In den 1970er Jahren wurden die beiden Seen durch einen Damm mit einer Brücke im mittleren Teil voneinander getrennt, wodurch der Wasseraustausch zwischen den Seen um fast ein Drittel abnahm. Über den Damm verläuft die Fernstraße M 15, die von Reni nach Ismajil führt.

## Entstehung

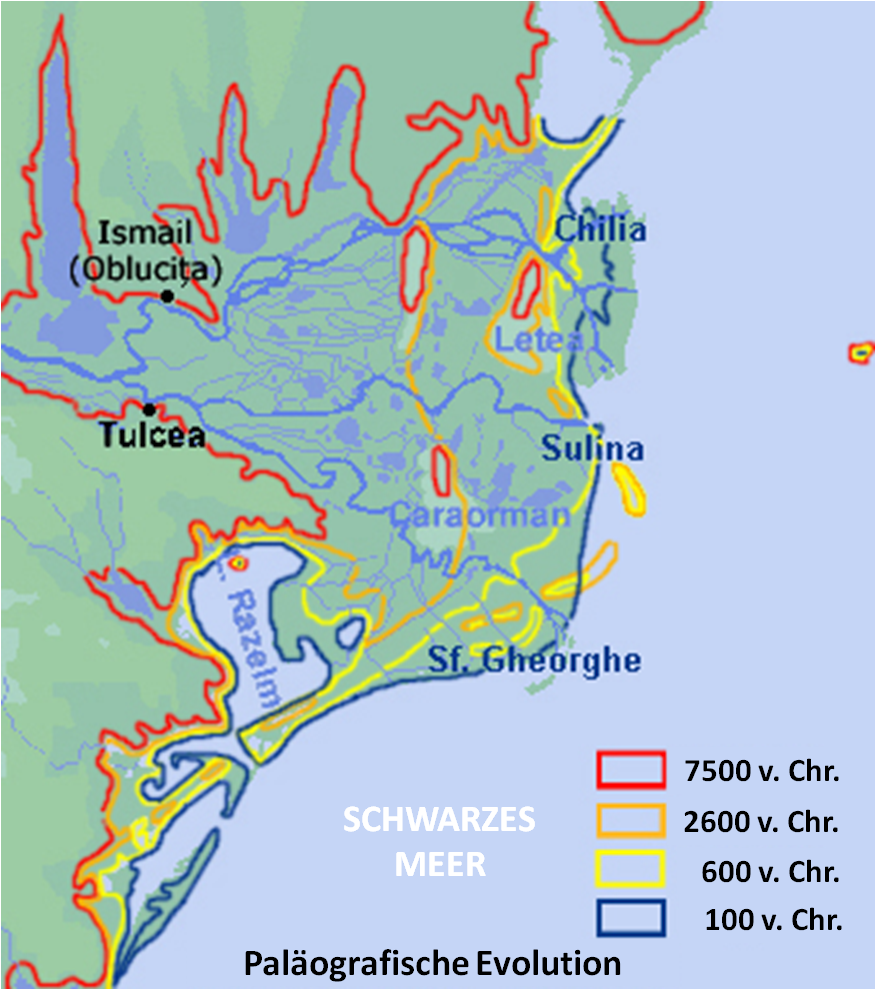
Paläografische Evolution des Donaudeltas. Der ehemalige Liman und heutige Jalpuhsee oben links.

Der Jalpuhsee ist ein eigentlich ein pleistozäner Liman im nördlichen Donaudelta und wurde im Holozän durch die Ablagerungen der Donau vom offenen Meer abgetrennt.